# Tampomas
Tampomas je dlouhodobě nečinná sopka na západě indonéského ostrova Jáva. Masiv 1 684 m vysokého stratovulkánu je tvořený převážně andezitem. Kdy došlo k poslední erupci, není známo.